# Meu Bem Querer
Meu Bem Querer é uma telenovela brasileira produzida e exibida pela TV Globo de 24 de agosto de 1998 a 19 de março de 1999, em 179 capítulos. Substituiu Corpo Dourado e foi substituída por Andando nas Nuvens, sendo a 57ª "novela das sete" exibida pela emissora.
Escrita por Ricardo Linhares, com colaboração de Leonor Bassères, Nelson Nadotti, Maria Elisa Berredo e Glória Barreto, contou com a supervisão de texto de Aguinaldo Silva. A direção foi de Luiz Henrique Rios, João Camargo e Alexandre Avancini, com direção geral de Roberto Naar e direção de núcleo de Marcos Paulo.
Contou com as participações de  Marília Pêra, José Mayer, Ângela Vieira, Murilo Benício, Alessandra Negrini, Leonardo Brício, Flávia Alessandra e Arlete Salles nos papeis principais.

## Enredo
Em São Tomás de Trás, uma fictícia cidade do litoral cearense, quatro jovens se conhecem desde criança. São eles: Antônio Mourão (Murilo Benício), Rebeca (Alessandra Negrini), Lívia (Flávia Alessandra) e Juliano (Leonardo Brício).
Antônio é órfão e foi criado pelo Padre Ovídio (Cláudio Corrêa e Castro) — que esconde sua origem — e tem dois sonhos na vida: formar-se em Medicina – acabou de ser aprovado no vestibular da melhor faculdade de Fortaleza – e se casar com a doce e serena Rebeca, uma das filhas do seu padrinho, o pastor protestante Bilac (Mauro Mendonça). O romance entre os dois sofre interferências da rivalidade entre Bilac e Ovídio, ex-amigos que disputam fieis da cidade.
Antônio e Rebeca são separados por uma armação de Lívia, filha mais nova do Pastor Bilac que é rejeitada porque sua mãe morreu no dia de seu parto. A rendeira sonha em abandonar a vida na cidadezinha para viver na cidade grande e vê em Antônio uma chance de conseguir realizar seu desejo, mesmo sabendo do romance entre o rapaz e sua irmã e do desejo de ambos de viajar juntos. No dia marcado, Rebeca se divide entre o pai e o amado e acaba ficando na cidade, enquanto que Lívia embarca junto com Antônio. Lívia acaba por armar uma situação para seduzi-lo e consegue engravidar dele, forçando Antônio a se casar e morar na capital. Ao saber da notícia, Bilac se aproveita da decepção de Rebeca e prepara seu casamento com Juliano, um pupilo que prepara desde criança para dar continuidade ao seu trabalho na igreja e à sua família. Juliano é apaixonado por Lívia, que, embora o rejeite, gosta de provocá-lo. Seu caráter dissimulado e invejoso será revelado ao longo da trama.
Seis anos depois e já separados, o casal Antônio (agora médico do posto de saúde da cidade) e Lívia (estilista de sucesso, dona de uma confecção) retornam a São Tomás de Trás com um filho, Júnior (Helder Agostini). Nesse meio-tempo, Juliano e Rebeca tiveram uma menina, Ester (Camila Farias). As duas crianças se conhecem e se tornam grandes amigas. Aos poucos os casais vão se reaproximando, e o amor de Antônio e Rebeca ressurge, apesar de aparecer novos obstáculos. Possessivo, Juliano vê em Antônio a fonte de todas as suas frustrações e faz de tudo para afastar de Rebeca e Lívia. Depois que Rebeca pede a separação e a guarda da filha, Juliano se torna o pastor da cidade, no lugar de Bilac, usando desta posição para prejudicar Antônio.

### Tramas paralelas
Custódia (Marília Pêra), mulher misteriosa que aguça a curiosidade de todos do lugar por não sair de casa há mais de 30 anos, o que não a impede de controlar a vida dos habitantes de lá. Mas vai ter de enfrentar a força de Tonha da Pamonha (Arlete Salles), que se rebela contra a vilã. Custódia obriga seu irmão Inácio a se candidatar a prefeito. Inácio, junto com seu melhor amigo, Martinho (José Mayer), acabam tornando-se prefeito e vice-prefeito.
Inácio é marido da perua Verena (Lília Cabral) — que passa mais tempo em Miami que na cidade — e tem um romance nada secreto com a cobiçada Ava Maria Gardner (Ângela Vieira). Inácio e Ava carregam a dor de terem perdido dois filhos gêmeos em um incêndio que destruiu o berçário onde eles estavam, pouco depois do nascimento. Martinho nutre uma paixão secreta por Ava, mas só depois da morte inesperada de Inácio eles se aproximam, quando também vira prefeito da cidade, apesar de sua estranha alergia à qualquer comentário sobre política. Verena também retorna à cidade e tenta tomar posse da herança de Inácio, causando disputas com Custódia. A força política de Custódia também irá afetar o trabalho de Martinho, que se revela apaixonada por ele.
Custódia também tem várias plantações de caju, onde obriga crianças a trabalhar. E não só as crianças são humilhadas como também sua empregada, Jorgete (Rosi Campos).

### Fim da trama
Após mais um atrito entre os dois, Antônio e Juliano descobrem que são irmãos, os gêmeos de Inácio e Ava. Custódia, tia dos rapazes, que não podia ter filhos e sabendo que podia perder parte da herança para os sobrinhos recém-nascidos, mandou atear fogo ao berçário. No entanto, as crianças foram salvas e entregues ao Padre Ovídio e ao Pastor Bilac. Com os riscos que corriam e se sentindo incapazes de protegê-las de Custódia, decidiram manter segredo e criá-los separadamente.
A revelação faz com que o caráter de Juliano fique ainda mais insano, fazendo acreditar que é um enviado de Deus. Acompanhado de um grupo de seguidores fanáticos, resolve morar dentro da mata que cerca São Tomás de Trás e planeja levar a filha Ester com ele, mas Rebeca foge com a menina e se esconde em um galpão abandonado. Juliano descobre o esconderijo e, demonstrando ter de fato algum poder paranormal, emana das próprias mãos um calor tão forte que incendeia o local. Rebeca e a filha conseguem escapar com a ajuda de Antônio e Juliano é internado em um sanatório.
Custódia tem um final trágico, ao ser assassinada misteriosamente. No último capítulo, a identidade do assassino foi revelada: Jorgete, a governanta de Custódia, revela-se a verdadeira assassina por acreditar que a patroa pretendia compensar todos os anos de serviços prestados incluindo-a em seu testamento como única herdeira, matando-a com uma facada. Até aquele momento, Jorgete já imitava os trejeitos de Custódia, sendo desmascarada pelo delegado e presa.
Lívia morre depois de dar à luz o filho gerado no estupro que sofreu de Juliano, sem antes revelar que o filho não era de Antônio. Antônio e Rebeca decidem cuidar da criança e se casam no último capítulo. Na cena final, o elenco é banhado por uma chuva de estrelas cadentes.

## Elenco
| Interprete              | Personagem                          |
| ----------------------- | ----------------------------------- |
| Marília Pêra            | Custódia Alves Serrão               |
| José Mayer              | Martinho Amoedo                     |
| Ângela Vieira           | Ava Maria Gardner Ferreira de Souza |
| Alessandra Negrini      | Rebeca Maciel                       |
| Murilo Benício          | Antônio Mourão Ferreira de Souza    |
| Flávia Alessandra       | Lívia Maciel                        |
| Leonardo Bricio         | Juliano Mourão Ferreira de Souza    |
| Arlete Salles           | Tonha da Pamonha                    |
| Lília Cabral            | Verena Alves Serrão                 |
| Mauro Mendonça          | Bilac Maciel                        |
| Cláudio Corrêa e Castro | Ovídio                              |
| Ricardo Petraglia       | Gregory Ferreira de Souza           |
| Ary Fontoura            | Neris Ferreira de Souza             |
| Rosi Campos             | Jorgete                             |
| Bia Nunnes              | Jacira Ferreira de Souza            |
| Roberto Bomtempo        | Frederico Feijó (Cajão)             |
| Laura Cardoso           | Yeda Ferreira de Souza              |
| Osmar Prado             | Barnabé de Barros                   |
| Samara Felippo          | Baby Amoedo                         |
| Taís Araújo             | Edivânia                            |
| Luka Ribeiro            | Edvaldo (Zulu)                      |
| Renata Dutra            | Odaísa                              |
| Suzana Ribeiro          | Selma                               |
| Eloísa Mafalda          | Delfina                             |
| Cosme dos Santos        | Zé da Rapadura                      |
| Mário Frias             | Patricio Amoedo                     |
| Sérgio Hondjakoff       | Daniel Amoedo (Dã)                  |
| Amélia Bittencourt      | Ruth                                |
| Júlio Braga             | Ananias                             |
| Bia Montez              | Nazaré                              |
| Lulu Pavarin            | Das Dores                           |
| Marcos Otávio           | Joel                                |
| Carolina Abranches      | Lara                                |
| Carolina Pavanelli      | Bisteca                             |
| Letícia Medella         | Joana Amoedo (Joca)                 |
| Camila Farias           | Ester Maciel Mourão                 |
| Helder Agostini         | Antônio Maciel Mourão Jr.           |
| Yan Whately             | Tico                                |
| Samuel Costa            | Yuri (Pingo)                        |

### Elenco de apoio
| Ator                     | Personagem           |
| ------------------------ | -------------------- |
| Tássia Camargo           | Marta                |
| Milton Gonçalves         | Eder                 |
| Nuno Leal Maia           | Inácio Alves Serrão  |
| Mara Carvalho            | Paula                |
| Ricardo Macchi           | namorado de Edivânia |
| Ana Lúcia Torre          | Macumbeira           |
| Cristina Mullins         | Jade                 |
| Carlos Eduardo Dolabella | Fazendeiro de Goiás  |
| José Augusto Branco      | Juiz                 |
| Kristie Miyamoto         | tradutora japonesa   |
| Elias Gleizer            | Juiz de Paz          |
| Rui Rezende              | Elias                |
| Tadeu Mello              | Araripe              |
| Thierry Figueira         | Yuri (adulto)        |
| Carlos Gregório          | Eriberto             |
| Nilson Nunes             | Camelô               |

## Produção
Ricardo Linhares foi alçado a autor-solo com este folhetim, que era basicamente uma releitura das tramas regionais de sucesso de Aguinaldo Silva, ambientadas no cenário nordestino, como Tieta, Pedra sobre Pedra, Fera Ferida e A Indomada, onde foi autor com de Aguinaldo Silva nas mesmas. Silva supervisionou os primeiros 24 capítulos da trama. A novela teve os títulos provisórios de Terra do Sol e Miragem.
Unindo o universo fictício de Aguinaldo Silva e Ricardo Linhares, o cenógrafo Mário Monteiro criou ruas e alamedas com nomes extraídas de outras obras dos autores, como Rua Greenvile, Beco da Cinira, Praça Altiva Mendonça e Albuquerque, etc. No primeiro capítulo, havia uma referência às novelas A Indomada e Fera Ferida, logo na primeira cena, em que se mostrava a placa com as distâncias das cidades vizinhas a São Tomás de Trás, Greenville e Tubiacanga. Parte da trama foi filmada no estado onde é ambientada, o Ceará, com gravações nas praias de Canoa Quebrada, Morro Branco e Jericoacoara, além de gravações na capital Fortaleza. Segundo o que a emissora revelou na época, cada capítulo de Meu Bem Querer custou cerca de 90 mil reais, o mesmo valor das demais novelas que estavam no ar (Pecado Capital e Torre de Babel) e uma roupagem no estilo das "novelas das oito".
Marília Pêra, insatisfeita com os rumos de sua personagem, pediu para sair. Em entrevista a Mauro Ventura, do jornal O Globo, Marília explicou sobre a sua saída:
| “ | Adoro o [Ricardo] Linhares, meu personagem era muito bom, minha única implicância era que a Custódia matava as crianças. (...) Estreei no teatro em ´Medeia´, aos 4 anos. Henriette Morineau fazia o papel principal (da mulher que, traída pelo marido Jasão, mata os filhos para se vingar). Eu era uma das duas crianças. Ela me matava todas as noites! Talvez por isso eu não quisesse ser uma Medeia na TV. | ” |

O autor optou por matar a personagem, provocando um "quem matou" no final da trama.

### Vinheta de abertura
A abertura da novela usou arte em areia, que é típica do Ceará, e teve como destaque na trilha sonora, a canção homônima, cantada por Djavan, em uma regravação.  A gravação original de 1980, foi tema de Coração Alado, novela de Janete Clair, exibida em 1980, e no ano anterior, em 1997, foi tema do romance dos personagens Felipe (Mateus Rocha) e Carolaine (Nívea Stelmann), na novela A Indomada. A música ganhou o prêmio como melhor tema de novela. A abertura vinha de ordem desordenada: primeiro aparecia a antagonista Marília Pêra, depois José Mayer e, logo após, os protagonistas e os antagonistas.

## Exibição
Meu Bem Querer entrou no ar no dia 24 de agosto de 1998, ocupando a faixa das 19h do canal. Duas semanas depois, estreou na SIC, em Portugal.

## Prêmios
Em 1998, Marília Pêra foi vencedora do Troféu Master de Melhor Atriz por sua interpretação.

## Música

### Nacional
- Capa: Alessandra Negrini

1. "Leve-me Daqui" - Vanessa Rangel
2. "Perfume de Luar" - Chiclete com Banana
3. "Meu Bem Querer" - Djavan
4. "Aroma do Teu Corpo" - Elba Ramalho
5. "Azul da Cor do Mar" - Sandra de Sá
6. "Por Debaixo Dos Panos / Homem Com H" - Antônio Barros e Cecéu
7. "Você é Minha" - Caetano Veloso
8. "Mi Buenos Aires Querido" - Carlos Gardel e Maria Graña
9. "O Amor Não Sabe Esperar" - Os Paralamas do Sucesso e Marisa Monte
10. "Teu Sonho Não Acabou" - Yara
11. "Contradição" - Cris Braun
12. "Ticket To Ride" - The Petropolis Girl's Choir
13. "Dias de Chuva (Rainy Days And Mondays)" - Beto Guedes
14. "O Senhor é Meu Pastor" - Vera Negri

### Internacional
- Capa: Murilo Benício

1. "Keep On Movin' " - Alexia
2. "Silly Man" - The Tony Rich Project
3. "From This Moment On" - Shania Twain
4. "Baby Come Back" - No Mercy
5. "Don't Play With My Heart" - Modern Talking
6. "You Send Me Flying" - Billie Myers
7. "Ob-La-Di, Ob-La-Da" - Inner Circle
8. "All For Love" - Jimmy Cliff
9. "Please" - Sweet Tide
10. "Fire" - Des'Ree
11. "No Creo" - Shakira
12. "No Matter What" - Boyzone
13. "Muñequita (Nikita)" - Trini Lopez
14. "When The Lights Go Out" - Five
15. "Esperanza" - Enrique Iglesias
16. "I'll Be There For You" - D-Soul

## Audiência
O primeiro capítulo teve média de 39 pontos. No terceiro capítulo, já registrava 33 pontos. Sua menor audiência é de 20 pontos, alcançada em 19 de dezembro de 1998. O último capítulo também marcou 39 pontos. Teve média geral de 33 pontos.